# Hessischer Staatspreis für das Deutsche Kunsthandwerk
Der Hessische Staatspreis für das Deutsche Kunsthandwerk zählt zu den renommiertesten Auszeichnungen für herausragende Leistungen im zeitgenössischen Kunsthandwerk in Deutschland. Der Preis würdigt Kunsthandwerkerinnen und Kunsthandwerker, die mit selbst entworfenen und gefertigten Arbeiten ein besonderes Maß an handwerklicher Qualität, gestalterischer Originalität und künstlerischem Ausdruck zeigen.
Die Auszeichnung wird jährlich im Rahmen der internationalen Konsumgütermesse Ambiente in Frankfurt am Main verliehen. Sie ist mit einem Geldpreis dotiert, der vom Hessischen Ministerium für Wirtschaft, Energie, Verkehr, Wohnen und ländlichen Raum zur Verfügung gestellt wird. Die Ausschreibung erfolgt durch den Bundesverband Kunsthandwerk e. V. Die Preisträgerinnen und Preisträger werden von einer unabhängigen Jury ausgewählt, die sich aus Fachleuten aus Design, Handwerk und Kunst zusammensetzt. 
Begleitend zur Preisverleihung werden die Arbeiten der Nominierten im Rahmen einer Ausstellung auf der Messe Ambiente präsentiert, was dem Publikum einen unmittelbaren Zugang zur Vielfalt und Qualität des zeitgenössischen Kunsthandwerks ermöglicht.
Der Staatspreis wird überregional vergeben – teilnehmen können Kunsthandwerkerinnen und Kunsthandwerker aus dem gesamten Bundesgebiet. Damit setzt das Land Hessen ein deutliches Zeichen für die bundesweite Bedeutung des gestaltenden Handwerks und seine Rolle als Schnittstelle zwischen Tradition und Innovation.

## Geschichte
Er wurde 1951 als der älteste Staatspreis Deutschlands auf Anregung des Verbandes Kunsthandwerk Hessen e. V. vom damaligen Hessischen Ministerpräsidenten Georg-August Zinn gestiftet, um das Deutsche Handwerk zu fördern und um zu besonderen Leistungen im Bereich des Deutschen Kunsthandwerks auf der Frankfurter Messe anzuspornen.

## Staatspreisträger

### 1951 bis 1989
- 1951 Keramiker Stephan Erdös
- 1952 Keramiker Otto Hohlt
- 1953 Emailleurin Käthe Ruckenbrod
- 1954 Keramiker Richard Bampi
- 1955 Weberin Lisbeth Bissier
- 1956 Glasgestalter Hanns Model
- 1957 Keramiker Rolf Weber
- 1958 Keramiker Hubert Griemert
- 1959 Silberschmied Max Zehrer
- 1960 Emailleurin Ragna Speerschneider
- 1961 Textilgestalterin Lotte Hofman
- 1962 Textilgestalterin Hanne-Nüte Kämmerer
- 1963 Goldschmiedin Ebbe Weiss-Weingart
- 1964 Keramiker Karl Scheid und Ursula Scheid
- 1965 Zinngestalter Harald Buchdrucker
- 1966 Keramikerin Beate Kuhn
- 1967 Textilgestalter Rudolf Bartholl
- 1968 Goldschmiedin Vera Steckner-Crodel
- 1969 Korbflechter Friedrich W. Reese
- 1970 Goldschmied Walter Meersmann
- 1971 Glasgestalter Klaus Mojé und Isgard Mojé
- 1972 Goldschmied Otto Schamschula
- 1973 Keramikerin Walburga Külz
- 1974 Silberschmiede Ulla und Martin Kaufmann
- 1975 Textilgestalterin Gudrun Engels
- 1976 Keramiker Horst Kerstan
- 1977 Ledergestalter Michael Metzke-Rovira
- 1978 Silberschmiede Christof und Annette Diemer
- 1979 Keramikerin Barbara Stehr
- 1980 Keramiker Renate und Hans Heckmann
- 1981 Keramikerin Christine Atmer de Reig
- 1982 Goldschmiede Jürgen Landwehr, Wolfgang Skoluda
- 1983 Holzgestalter Erich Brüggemann
- 1984 Glasgestalter Kurth Wollstab
- 1985 Möbelgestalter Friedrich Wackenhut und Ingrid Wackenhut-Ohno
- 1986 Keramikerin Karen Müller; Keramiker Rainer Doss
- 1987 Schmuckgestalter Carl Dau
- 1988 Ofengestalter Günter Matten
- 1989 Metallgestalter Gruppe Buntmetall

### 1990 bis 1999
- 1990
Textilgestalterin Eva Kandlbinder
Goldschmied Nikolaus Kirchner

- 1991
Schmuckgestalterin Barbara Weinberger

- 1992
1. Preis: Goldschmied Rudolf Bott
2. Preis: Silberschmied Christoph Jünger
3. Preis: Metall- und Schmuckgestalter Hans-Joachim Härtel

- 1993
1. Preis: Holzgestalter Ernst Gamperl
2. Preis: Textilgestalterin Dörte Behn
3. Preis: Glasgestalterinnen Sabine Matejka u. Ursula Ullmann

- 1994
1. Preis: Holzgestalterin Ulrike Scriba
2. Preis: Glasgestalter Horst Stauber
3. Preis: Holzgestalterin Karin Langendorf

- 1995
1. Preis: Schmuckgestalterin Bettina Maier
2. Preis: Schmuckgestalterin Victoria Wittek
3. Preis: Textilgestalterin Ulrike Isensee

- 1996
1. Preis: Keramikerin Stefanie Hering
2. Preis: Schmuckgestalterin Isolde Baumhackl-Oswald
3. Preis: Glasgestalterin Magdalena Maihoefer

- 1997
1. Preis: Keramische Werkstatt Margaretenhöhe
2. Preis: Holzgestalter Siegfried Schreiber
3. Preis: Schmuckgestalterin Alexandra Bahlmann

- 1998
1. Preis: Schmuckgestalterin Kyung-Shin KIM
2. Preis: Schmuckgestalterin Isolde Baumhackl-Oswald
3. Preis: Schmuckgestalter Andreas Decker

- 1999
1. Preis: Schmuckgestalterin Ines Schwotzer
2. Preis: Schmuckgestalterin Annette Lechler
3. Preis: Weber Andreas Möller

### Seit 2000
- 2000
1. Preis: Löffelschmiedin Antje Dienstbir
2. Preis: Gobelinweberin Ruth Löbe
3. Preis: Dipl.-Designerin Ute Eitzenhöfer

- 2001
1. Preis: Goldschmiedin Henriette Tomasi und Metallgestalter Martin Tomasi (geb. Schütter)
2. Preis: Silberschmiedin Beate Leonards
3. Preis: Silberschmiedin Charlotte Gehrig

- 2002
1. Preis: Keramiker Uwe Löllmann
2. Preis: Silberschmiedin Annette Zey, Ulich Czerny, Lederdesign
3. Preis: Holzgestalter Ernst Gamperl

- 2003
1. Preis: Goldschmiedin Ursula Gnädinger
2. Preis: Goldschmiedin Ewa Doerenkamp
3. Preis: Schmuckgestalterin Ulrike Hamm

- 2004
1. Preis: Keramikerin Anna Sykora
2. Preis: Metallgestalter Ruprecht Holsten
3. Preis: twh – Täschnerwerkstatt Hermann

- 2005
1. Preis: Keramische Werkstatt Margaretenhöhe
2. Preis: Modedesignerin Bärbel Kostron
3. Preis: Holz Werkstatt Jörg Ulrich/Karola Mittelstaedt und Glasgestalter Cornelius Reer

- 2006
1. Preis: Goldschmiede Ulla und Martin Kaufmann
2. Preis: Keramikerin Carola Gänsslen und Glasdesignerin Ingrid Donhauser

- 2007
1. Preis: Designerin Monika Assem
2. Preis: Glaskünstlerin Nadja Recknagel
3. Preis: Schmuckdesignerin Franziska Rappold

- 2008
1. Preis: Gefäß- und Schmuckgestalterin Henriette Tomasi
2. Preis: Schmuckgestalterin Aninka Harms sowie Spielzeuggestalter Sabine und Volker Senger

- 2009
1. Preis: Dipl.-Designerin Mary-Ann Williams
2. Preis: Glasgestalter Michael Schwarzmüller
Sonderpreis: Drechsler Hans-Joachim Weißflog

- 2010
1. Preis: Goldschmied Unk Kraus
2. Preis: Hutdesigner Peter de Vries
Sonderpreis: Taschendesigner Wolfgang Olbrish

- 2011
1. Preis: Schmuck- und Objektgestalterin Julika Müller
2. Preis: Diplomdesignerin Stefanie Kölbel
Förderpreis: freischaffende Künstlerin Sabine Perez

- 2012
1. Preis: Glasgestalterin Gabriele Küstner
2. Preis: Schmuckdesignerin Deborah Rudolph
Sonderpreis: Modedesignerin Gabriele Franke

- 2013
1. Preis: Metallgestaltung Hebach & Kloess
2. Preis: Schmuckgestalterin Beate Pfefferkorn
Sonderpreis: Objektdesigner Adam Ryl

- 2014
1. Preis: Holzgestalter Christoph Finkel
2. Preis: Glasdesignerin Alexa Lixfeld
Sonderpreis: Keramikerin Christine Ruff

- 2015
1. Preis: Flechtgestalterin Diana Stegmann
2. Preis: Keramikgestalterin Doris Bank
2. Preis: Lichtkünstlerin Anke Neumann

- 2016
1. Preis: Weberin und Gestalterin Katja Stelz
2. Preis: Textildesignerin Kristina Rothe
3. Preis: Silberschmied Clemens Stier

- 2017
1. Preis: Holzgestalter Hubert Steffe
2. Preis: Keramiker Manfred Braun
Förderpreis: Schmuckgestalterin Saerom Kong
Förderpreis: Schmuckgestalterin Mareike Beer

- 2018
1. Preis: Metallgestalter Christoph Weißhaar
2. Preis: Schmuckdesignerin Alena Willroth
3. Preis: Keramiker Martin Schlotz
Förderpreis: Porzellangestalterin Martina Sigmund-Servetti

- 2019
1. Preis: Lichtkünstlerin Setbyol Oh
2. Preis: Möbeldesigner Jonas Nitsch
3. Preis: Schmuckgestalterin Frederike Schürenkämper
Förderpreis: Holzgestalter Peter Vogel

- 2020 pandemiebedingt nicht ausgelobt[1]

- 2021[2]
1. Preis: Keramikerin Petra Bittl
2. Preis: Silberschmiedin Antje Dienstbir
3. Preis: Drechsler Konrad Koppold
Förderpreis: Porzellankünstlerin Lena Kaapke und Tischler Gabriel Tarmassi

- 2022[3]
1. Preis: Kopfschmuckdesignerin Christiane Englsberger
2. Preis: Glasdesignerin Rike Scholle und Lampengestalter Dick Lion
3. Preis: Kunsttischler Christian Masche
Förderpreis: Porzellandesignerin Lotte Schlör

- 2023[4]
1. Preis: Tischlerei Sommer
2. Preis: Keramikerin Heide Nonnenmacher
3. Preis: Produktdesignerin Karen Häcker
Förderpreis: Glasdesignerin Dagmar Gerke

- 2024[5]
1. Preis: Schreiner Christoph Leuner
2. Preis: Gold- und Silberschmied Philipp Gröninger
3. Preis: Handweberin Dora Herrmann
Förderpreis: Industriedesignerin Emma Brix

- 2025[6]
1. Preis: Designer Fabio Vogel (für handgeformte Gläser)
2. Preis: Gold- und Silberschmied Ludwig Menzel
3. Preis: Schmuckgestalterin Lydia Hirte
Förderpreis: Industriedesignerin Anna Wanitschke (für zwei Bürstensets)